# Vaire-sous-Corbie Communal Cemetery
Vaire-sous-Corbie Communal Cemetery is een begraafplaats gelegen in de Franse plaats Vaire-sous-Corbie (Somme). De militaire graven worden onderhouden door de Commonwealth War Graves Commission.
De begraafplaats telt 4 geïdentificeerde Gemenebest graven uit de Eerste Wereldoorlog.